# Gaworzyce (gmina)
Gaworzyce – gmina wiejska w województwie dolnośląskim, w powiecie polkowickim. W latach 1975–1998 gmina położona była w województwie legnickim.
Według danych z 30 czerwca 2020 roku gminę zamieszkiwały 3982 osoby.

## Ochrona przyrody
Na obszarze gminy znajduje się rezerwat przyrody Dalkowskie Jary chroniący fragmenty lasu mieszanego o cechach zespołu naturalnego.

## Demografia

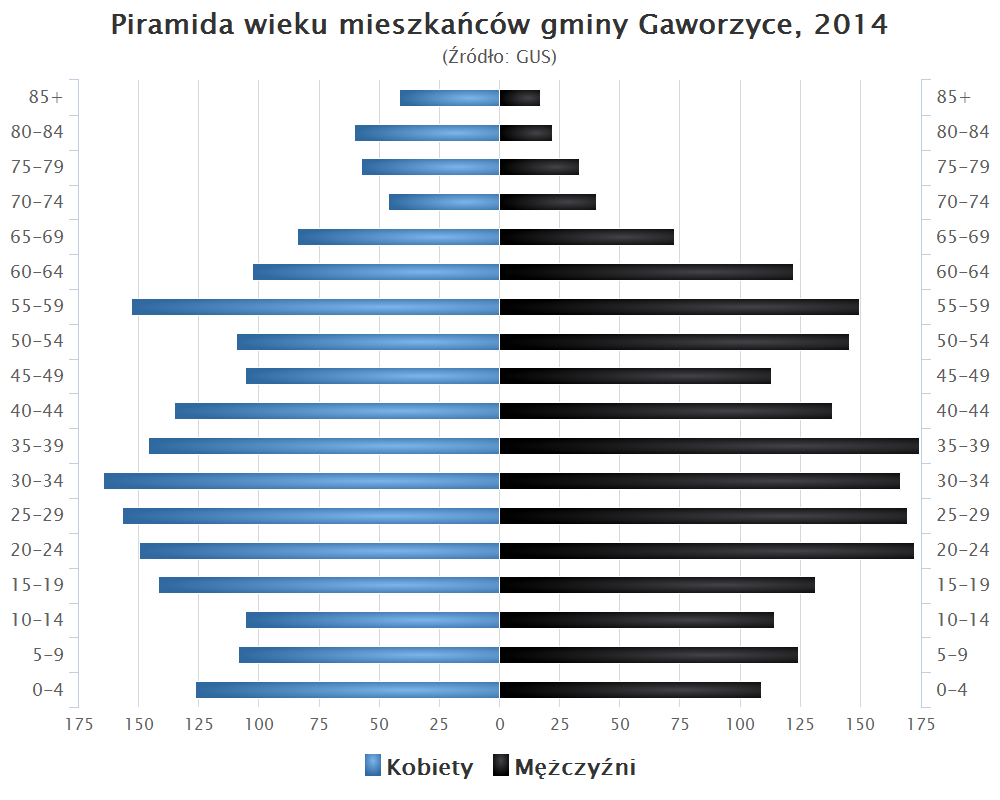
Piramida wieku mieszkańców gminy Gaworzyce w 2014 roku

## Sołectwa
- Gaworzyce
- Dalków
- Dzików
- Gostyń
- Grabik
- Kłobuczyn
- Korytów
- Koźlice
- Kurów Wielki
- Mieszków
- Śrem
- Witanowice
- Wierzchowice

## Sąsiednie gminy
Niegosławice, Przemków, Radwanice, Żukowice